# Захаровская (Харовский район)
Захаровская — деревня в Харовском районе Вологодской области.
Входит в состав сельского поселения Шапшинское (до 2015 года — сельского поселения Кумзерское).
Расстояние по автодороге до районного центра Харовска — 55 км, до центра муниципального образования Кумзера — 6 км. Ближайшие населённые пункты — Жуковская, Опуринская, Тимошинская, Пожарище.

## Население
По данным переписи в 2002 году постоянного населения не было.
| 2010 |
| ---- |
| 0    |